# Zork Anthology
Zork Anthology — збірка відеоігор, видана Activision для ПК у 1994 році. В 2011 році була випущена версія сумісна з сучасними комп’ютерами на платформі цифрової дистриб'юції GOG . 

## Зміст
Антологія Zork містить такі ігри :
- Zork I
- Zork II
- Zork III
- Beyond Zork
- Zork Zero
- Planetfall (бонусна гра)

## Відгуки
Next Generation оглянули збірку, оцінивши її на 3/5 заявивши, що «Антологія Zork — це чарівне ностальгічне, а також бажане повернення в минуле». 